# Heimatmuseum Wennigsen

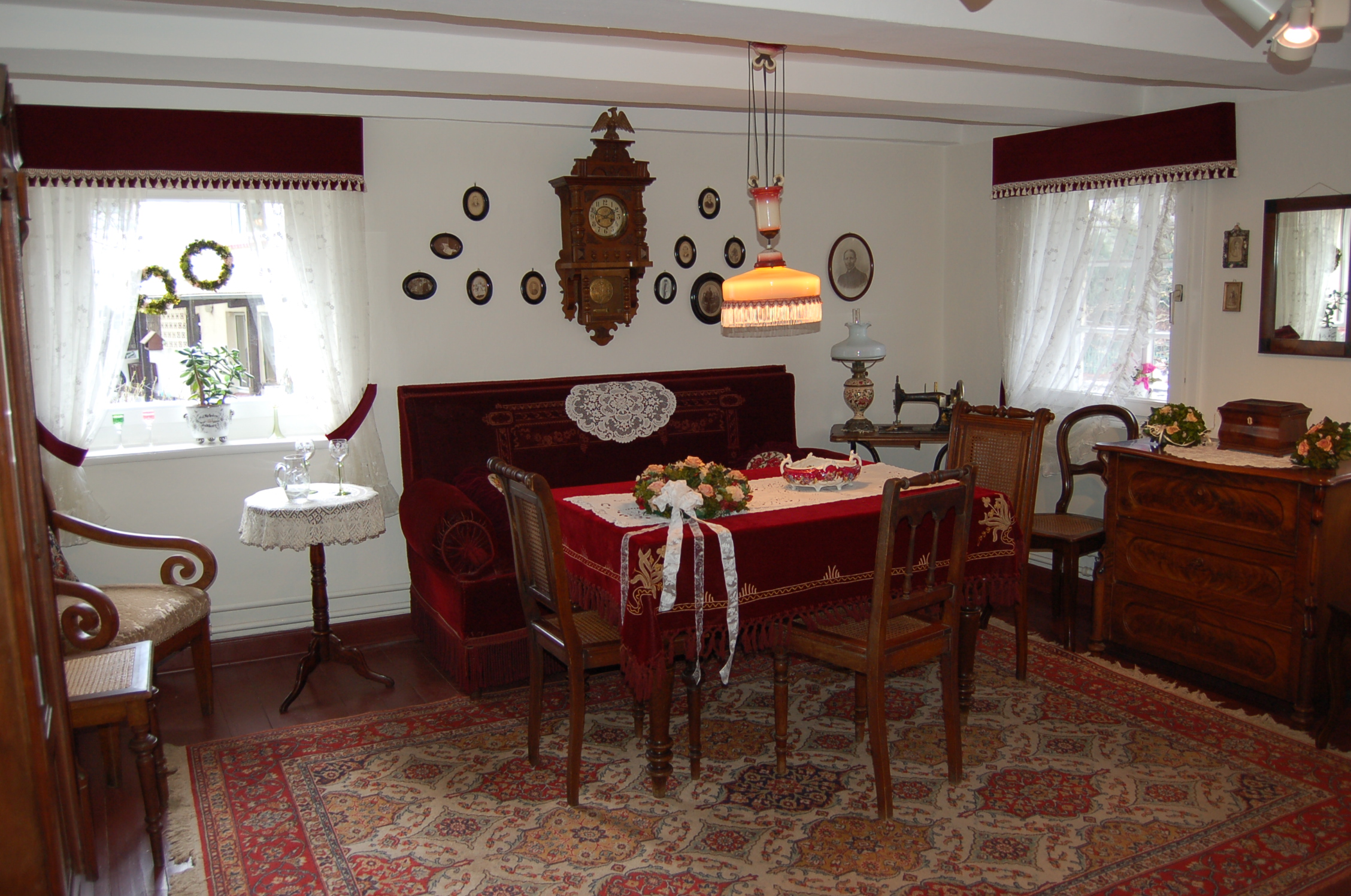
Trauzimmer im Heimatmuseum Wennigsen

Das Heimatmuseum Wennigsen ist ein Baudenkmal in der Gemeinde Wennigsen (Deister). Es befindet sich in einem um das Jahr 1700 erbauten Fachwerkhaus, das einst als Mühle diente. Das Haus befindet sich im Eigentum der Kommune und wird heute vom Förderkreis Heimatmuseum Wennigsen (Deister) e. V. betreut.

## Obere Mühle
Im Gebäude des heutigen Heimatmuseums, befand sich die Obere Mühle. Diese war eine von sieben Wennigser Wassermühlen, drei davon waren oberschlächtige Wasserräder. Diese wurden gespeist durch den Mühlbach und weiter östlich durch einen eigens gebauten Mühlenbetriebsgraben. Von den genannten drei Mühlen stehen heute nur noch das Heimatmuseum und die Mittelmühle. Die Untere Mühle, auch als Klostermühle bekannt, wurde abgerissen. Heute steht von dieser nur noch die Kaskade. Ursprünglich gehörten alle drei Mühlen zum Kloster Wennigsen. Jede der drei Mühlen hatte einen Stauteich. Oberhalb des Heimatmuseums ist dieser noch heute erhalten. Der die Mühlen speisende Mühlbach steht in weiten Teilen ebenfalls unter Denkmalschutz. Die im Heimatmuseum betriebene Mühle war Teil eines Sägewerkes, in dem das Holz der Klosterforsten des Deisters verarbeitet wurde.  Von 1932 in die 1950er Jahre wurde die Mühle als Getreidemühle genutzt und wird umgangssprachlich von Alteingesessenen noch heute als Dettmer'sche Mühle bezeichnet. So lautete der Name der letzten Müllersfamilie, deren Nachfahren noch heute in Wennigsen leben. Aus den Erlösen der 800-Jahr-Feier des Ortes Wennigsen wurde 2002 ein neues Mühlrad angekauft. Dieses dreht sich heute als Schaurad.

## Vorplatz

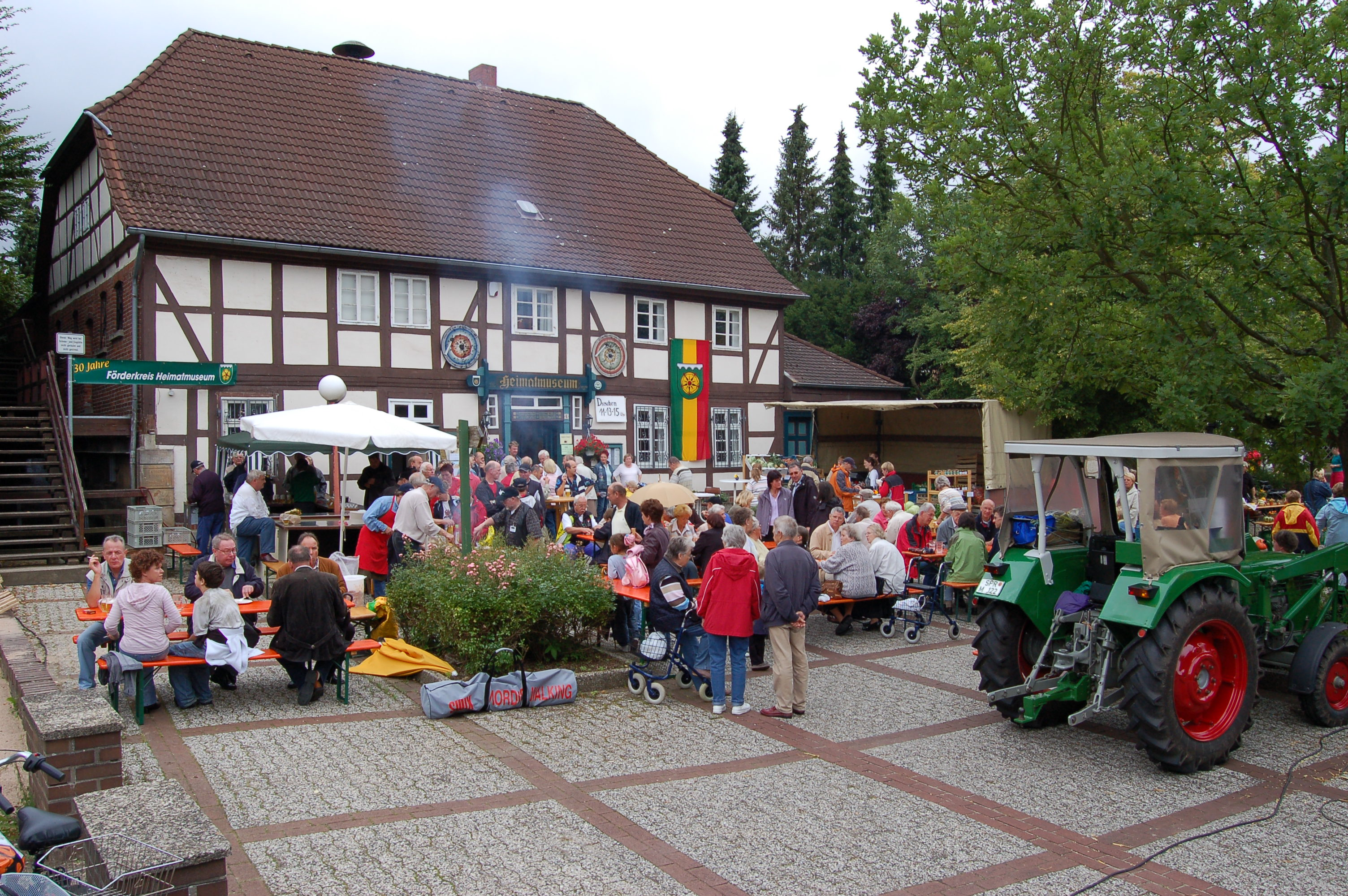
Fest auf dem Mühlplatz

Der Platz vor dem Heimatmuseum diente während der Nutzung der Mühle als Sägewerk als Holzlagerplatz. Dieser ist heute Teil des Gesamtkonzeptes Grünes W, das die Gemeinde Wennigsen im Zuge der Gartenregion Hannover 2009 erarbeitet hat. Auf dem Platz finden örtliche Feste wie das alljährliche Museumsfest statt. 

## Trauzimmer
Im Heimatmuseum befindet sich eines von zwei externen Trauzimmern der Gemeinde Wennigsen. Darin können sich Brautpaare seit dem Jahr 2008 standesamtlich trauen lassen. Das Zimmer ist eine nachgebildete ehemalige „gute Stube“, wie sie sich im 19. Jahrhundert im Calenberger Land in bürgerlichen oder bäuerlichen Häusern fand. Das andere Trauzimmer befindet sich im Widdergut Vier Eichen, ebenfalls ein Baudenkmal.